# Ħal Tarxien
Ħal Tarxien (engelska: Tarxien) är en ort och kommun i republiken Malta. Den ligger i den sydöstra delen av landet, 4 kilometer söder om huvudstaden Valletta. 
I kommunen ligger Tarxientemplen, tre av landets mest välbevarade neolitiska tempel. Templen utgör tillsammans med sju stycken andra tempel på ön ett världsarv.